# Cristina Valido
Cristina Valido García (Las Palmas de Gran Canaria,  28 de agosto de 1969) es una política española, miembro de Coalición Canaria. Actualmente es diputada en el Congreso de los Diputados por la circunscripción de Santa Cruz de Tenerife y asumió su responsabilidad el 17 de agosto de 2023.

## Biografía
De madre villera y padre grancanario, Cristina Valido nació en Las Palmas de Gran Canaria, pero a finales de los años ochenta se trasladó a la vecina Tenerife para cursar sus estudios universitarios en la Universidad de La Laguna, desde ese momento, ha residido permanentemente en dicha isla donde también ha desarrollado su actividad política. Valido es Técnica Especialista en Administración y Gestión de Empresas y Experta Universitaria en Gobernabilidad y Desarrollo Local, así como posee estudios en filología hispánica y en el presente cursa el Grado de Historia en la Universidad de La Laguna.
En 1999 accedió a su primer cargo público al ser designada concejala de juventud del Ayuntamiento de La Orotava por el entonces alcalde Isaac Valencia. Cuatro años después, es elegida consejera del Cabildo de Tenerife y se le otorga el área de Asuntos Sociales, siendo posteriormente vicepresidenta de la institución insular. El "salto" a la política regional se produjo en 2017, tras la crisis de Gobierno de Fernando Clavijo, el presidente Clavijo cesó a los consejeros socialistas del Gobierno de Canarias y designó a Cristina Valido nueva consejera de política social y empleo en sustitución de Patricia Hernández. Sin embargo, Valido sería reprobada por el parlamento autonómico debido a su gestión en dependencia, siendo la primera consejera en ser reprobada en la historia de Canarias.
En 2019, optó a ser diputada autonómica como número 2 por la circunscripción de Tenerife, obteniendo su acta y siendo diputada en la oposición por cuatro años. En 2023, volvió a presentarse al parlamento canario y tras el adelanto de las elecciones generales al 23 de Julio, Coalición Canaria la designó cabeza de lista por la circunscripción de Santa Cruz de Tenerife al Congreso de los Diputados en sustitución de Ana Oramas. Logró convertirse en diputada y mejorar levemente los resultados electorales respecto a las elecciones generales de 2019.